# نور الدين السالمي (سياسي)
نور الدين السالمي ولد في 1972، هو أستاذ جامعي وسياسي تونسي.

## السيرة الذاتية
نور الدين السالمي متحصل على الدكتوراه في استراتيجية التسويق بفرنسا، وهو أستاذ تعليم عالي فاختصاص علوم التصرف في معهد الدراسات التجارية العليا بقرطاج. تخرج أيضا من معهد الدفاع الوطني ومن معهد القيادة الإدارية التابع للمدرسة الوطنية للإدارة بتونس. 

السالمي هو عضو ممثل لتونس في اللجنة الدائمة للبحث العلمي والابتكار التابعة للمنظمة العربية للتربية والثقافة والعلوم، وعضو بالمجلس الاستشاري للمعهد التونسي للدراسات الإستراتيجية في 25 نوفمبر 2016 وعضو في مجلس إدارة البنك المركزي التونسي بين 1 نوفمبر 2014 و22 مايو 2015 وعضو قار أو ممثل إقليمي أو ممثل لتونس بالعديد من المنظمات الدولية. 

شغل بين 15 مايو 2013 و19 فبراير 2015 مهمة رئيس ديوان وزير التجارة والصناعات التقليدية، ثم عين في 8 سبتمبر 2016 رئيسا لديوان وزير التعليم العالي والبحث العلمي. 

عين في 14 نوفمبر 2018 في منصب وزير التجهيز والإسكان والتهيئة الترابية في حكومة يوسف الشاهد.

## الحياة الخاصة
نور الدين السالمي متزوج وأب لطفلين.

## الأوسمة والتشريفات
- الوسام الوطني للاستحقاق بعنوان قطاع التربية والعلم (تونس، 2017).[8]